# Boštjan Jelečevič
Boštjan Jelečevič (16 marzo 1985) è un ex calciatore sloveno, di ruolo difensore.